# Saint-Germain-des-Essourts
Saint-Germain-des-Essourts – miejscowość i gmina we Francji, w regionie Normandia, w departamencie Sekwana Nadmorska.
Według danych na rok 1990 gminę zamieszkiwało 329 osób, a gęstość zaludnienia wynosiła 35 osób/km² (wśród 1421 gmin Górnej Normandii Saint-Germain-des-Essourts plasuje się na 586. miejscu pod względem liczby ludności, natomiast pod względem powierzchni na miejscu 382.).